# Premi Concepció Rabell
El premi Concepció Rabell fou un guardó a la composició musical i a la creació literària instituït per la Fundació Concepció Rabell, creada pel marmessor del llegat de Concepció Rabell i Cibils, el seu cunyat i mecenes Rafael Patxot. Es va atorgar per primera vegada el 1920 i s'atorgava en categoria musical i en categoria literària.

## Música
Se'n feren catorze edicions entre els anys 1920 i 1936 (1920, 1921, 1924, 1925, 1926, 1927, 1928, 1929, 1930, 1931, 1933, 1934, 1935 i 1936), i es concedien el dia 8 de maig, en commemoració del centenari de Concepció Rabell. Rafael Patxot, en crear els premis, es reservà tres drets: escollir una de les categories del concurs en cada convocatòria, nomenar un dels tres membres del jurat i publicar les millors composicions premiades. Les obres premiades passaven a formar part de l'arxiu de l'Orfeó Català, que es reservava el dret d'execució de les obres premiades.
Hi participaren compositors prestigiosos, com Eduard Toldrà, Amadeu Cuscó, Francesc Civil, Joan Baptista Lambert, Manuel Blancafort, Joaquim Serra i Blanca Selva.

### Guanyadors
selecció
- Manuel Blancafort (1928)
- Francesc Civil (1927)
- Amadeu Cuscó (1929)
- Vicenç Maria de Gibert (1927, 1935)
- Joan B. Lambert (1934)
- Josep Marimon i Figueras (1933, 1934)
- Antoni Massana (1927)
- Xavier Montsalvatge (1934)
- Nicolau M. de Barcelona (1935)
- Margarida Orfila Tudurí (1934)
- Antoni Pérez i Moya (1928)
- Blanca Selva (1935)
- Joaquim Serra (1926, 1928, 1936)
- Eduard Toldrà i Soler (1920, 1928)
- Josep Valls i Royo (1928, 1935)
- Josep Vinyeta (1935)

## Literatura
A partir de 1922, el de literatura s'adjudicava anualment al millor llibre de prosa literària (contes, narracions, viatges, quadres històrics, etc. - exclosos el teatre i la novel·la) escrit en català i publicat dintre dels dos anys anteriors a la cerimònia dels Jocs Florals de Barcelona, que era quan s'atorgava el premi.
Per participar-hi s'havien d'enviar dos exemplars de l'obra a l'adreça de l'Administració del Consistori dels Jocs Florals de Barcelona, que era qui decidia el premi.

### Guanyadors
- 1922. Els herois, Prudenci Bertrana
- 1923. Ànimes atuïdes, Josep Roig i Raventós
- 1924. Els Sants de Catalunya, Llorenç Riber
- 1925. no s'atorga
- 1926. L'ingenu amor, Carles Riba
- 1927. Una mica d'amor, Joan Puig i Ferreter
- 1928. La caravana, Josep Maria Millàs-Raurell
- 1929. El pont de la mar blava, Lluís Nicolau d'Olwer
- 1930. La ratlla, Alfons Maseras
- 1931. Rondant la nit, Josep Lleonart i Maragall
- 1932. Tres narracions, Alexandre Font i Pla[5]
- 1933. Magda la generosa, Joan Mínguez i Defís[6]
- 1934. Estampes, Alfons Maseras
- 1935. Aquella Barcelona, Joaquim Maria de Nadal i Ferrer
- 1936. Viatge a Catalunya, Josep Pla
- 1948. El somriure dels Sants. Miquel Llor[7]